# Neobala boliviensis
Neobala boliviensis är en insektsart som beskrevs av Metcalf 1955. Neobala boliviensis ingår i släktet Neobala och familjen dvärgstritar. Inga underarter finns listade i Catalogue of Life.